# Raj duše
Raj duše marijanski je molitvenik Nikole Dešića, prvo tiskano latinično djelo hrvatske pučke bogoslovije (teologije). Tiskan je u Padovi 1560. godine, a danas se čuva u samostanskoj knjižnici svetišta Majke Božje Trsatske kod Rijeke, gdje je i otkriven 1967. i u Bavarskoj Državnoj Knjižnici u Münchenu.
Nikola Dešić je, kao ispovjednik i kapelnik Katarine Zrinske, pripravio molitvenik svojoj ispovjednici. To se daje zaključiti iz mnogo molitava u kojima se spominje žena u prvom licu jednine kao »meni grišnici« ili još konkretnije »nedostojnu službenicu Kat(arinu)«.
Molitvenik je nastao u vrijeme nakon Tridentskog koncila te je djelom nadahnut i razmišljanjima s tog Koncila. On je prvi dokument hrvatske potridentske bogoslovije. Otisnuo ga je Antun Senjanin, isti tiskar koji je 1555. tiskao protenstantsko djelo »Razgovaranje meju papistu i jednim luteran« Matije Vlačića Ilirika.
Proučavanjem molitvenika najviše se bavio dr. otac Emanuel Hoško čijom su zaslugom Milan Moguš i dr. Josip Vončina napisali književno-povijesnu studiju »Raj duše s motrišta našeg vremena« uz ponovljeno izdanje molitvenika 1995. u Rijeci.

## Sadržaj
Molitvenik je sadržajem zbornik više raznorodnih tekstova: časoslova, dijelova evanđelja, kalendara, psalama, molitava i litanija. Autor Nikola Dešić je neke od njih preveo s latinskog jezika, a neke i sam napisao. Ipak, teško je utvrditi što je prevedeno, a što izvorno njegovo djelo.
Sadržajem najbogatiji i najopširniji je marijanski časoslov, gdje je Dešić kao sastavljač uvrstio dodatke i izmjene koje nameću različita liturgijska razdoblja crkvene godine. Tako on Gospine litanije naziva »Zazivanje slavne i preblažene Dive Marije va vrime kuge i nagle smrti«, koje ima 119 zaziva, ali se zaziv »Sveta Mati milosti« navodi dvaput. Po podrijetlu i sadržaju te litanije pripadaju venecijanskim litanijama i prethode tzv. lauretanskim. Postoje i trsatske litanije posvećena na štovanje Majke Božje Trsatske.
U trsatskim litanijama Dešić koristi bogatstvo naziva i epiteta kojima ukrašava Marijino ime dok je vjernici zazivaju. Tako se uz zaziv »Sveta Mati...« dodaje »...djedovine, složnosti, zadržavanja mira, pravednih, sirota« i sl. Ti zazivi, koji se razlikuju od franjevačkih, podsjećaju na one koji se mole u Loretu, a nadahnuti su povijesnom legendom o boravku Marijine nazaretske kuće na Trsatu.

## Jezik
Raj duše je važan jesikoslovni priručnik iz kojeg se ogleda oblik hrvatskog jezika s polovice 16. stoljeća. Mnogi Dešićevi suvremenici prepisivali su dijelove »Raja duše« pri sastavljanju vlastitih molitvenika na području kontinentalne Hrvatske u 17. i 18. stoljeću. Tako je »Raj duše« imao važno značenje u razvoju hrvatskog književnog jezika i procesu integracije i prihvaćanja na području zapadne Hrvatske.
Nastao je na području Pokuplja, a po mnogočemu svojim sadržajem i filološkim izgledom pripada ozaljskom krugu, kulturnom žarištu svih triju hrvatskih narječja. Veliki utjecaj u pisanju molitvenika imao je i stari crkvenoslavenski jezik, iz kojeg dolaze neke riječi i jezične sastavnice djela.

## Vanjske poveznice
- Digitalizirani primjerak u Bavarskoj državnoj knjižnici